# Albatros camanegre
L'albatros camanegre (Phoebastria nigripes) és un gran ocell marí de la família dels diomedeids (Diomedeidae) que habita al Pacífic Nord. D'hàbits pelàgics, es reprodueix sobre platges de sorra d'illes oceàniques, a les Hawaianes de sotavent, (des de Kure fins Kaula), i a les illes japoneses de Torishima, Ogasawara i Senkaku. També a illes properes a la costa de Mèxic, principalment illa Guadalupe. Fora de l'època de cria es dispersen pel Pacífic nord.